# 신사군
국민혁명군 육군 신편제4군(중국어 정체자: 國民革命軍 新編第四軍, 간체자: 国民革命军陆军新编第四军), 이하 신사군(중국어 정체자: 新四軍, 간체자: 新四军, 병음: Xīn 4 Jūn)은 1937년부터 1947년까지 있었던 중화민국 국민혁명군의 야전군이다. 다른 국민혁명군 부대와는 달리 신사군은 국민당의 지휘를 받는 것이 아니라 공산당의 지시를 받는 부대로 팔로군과 함께 공산당의 주력부대이며 직할 군대였다.
1937년 7월 중일 전쟁이 발발하자 제2차 국공합작으로 국민당과 공산당이 공동으로 항일군을 편성하기로 하였다. 같은해 10월 국민당 정부는 후난성·장시성·푸젠성·광둥성·저장성·후베이성·허난성·안후이성등 8개성의 공산군 유격대를 개편하여 병력 약 1만 명 규모의 국민혁명군 육군 신편제4군으로 편성했다.
제4군은 독자적인 작전권을 부여 받고 주로 장강 나부 지역에서 일본군의 배후를 공격하는 유격전을 벌였다. 개전 후 연패와 퇴작을 거듭하는 국민혁명군과는 달리 신사군은 유격전술로 병력을 보전 할 수 있었고, 사병의 대우가 좋다고 하여 지원병이 많이 늘어나 1940년에 이르러서는 총병력이 약 10만여 명에 달했다. 이렇게 공산당 군대의 세력이 급속히 팽창하자 장제스는 신사군을 안후이 남부지구에서 철수하라는 명령을 내렸다. 처음에는 공산군당 장교들이 이 명령에 반발하다가 국부군의 압박에 굴복해 안후이 남부지구에서 북으로 이동하는 중 국부군 8만여 명의 포위공격을 받았는데 이를 신사군 사건으로 부른다. 이때 군단장은 체포되고 부군단장은 전사했으며 신사군은 거의 전멸하고 말았다.
후에 공산당은 다시 신사군을 7개 사단으로 재편성하여 재건하였다. 일본이 패망한 이후에는 둥베이에서 작전하던 팔로군과 합쳐져서 1947년 중국 인민해방군으로 재편되었다.

## 같이 보기
- 제4군 (국민혁명군)
- 팔로군